# Agustín de Spínola Basadone
Agustín de Spínola Basadone (Génova, 1597-Sevilla, 12 de febrero de 1649) fue un eclesiástico italiano y hombre de estado al servicio de Felipe IV.

## Biografía
Segundo hijo de Ambrosio Spínola y de Juana Bassadone, fue educado en España, donde en su infancia sirvió como menino de la reina Margarita de Austria. 
Estudió Gramática en la Universidad de Alcalá y derecho civil y canónico en la de Salamanca. 
A instancias del rey Felipe III, en 1621 el papa Paulo V le creó cardenal con título de San Cosme y San Damián. Obispo de Tortosa dos años después, presidente de las Cortes de Monzón de 1626, camarlengo del Colegio Cardenalicio en 1632, arzobispo de Granada, de Santiago de Compostela, consejero de estado desde 1638, gobernador de Galicia durante un breve periodo en 1643 y arzobispo de Sevilla.
| Predecesor: Luis de Tena              | Obispo de Tortosa 1623-1626      | Sucesor: Justino Antolínez de Burgos     |
| Predecesor: Galcerán Albanell         | Arzobispo de Granada 1626-1630   | Sucesor: Miguel Santos de San Pedro      |
| Predecesor: José González Villalobos  | Arzobispo de Santiago 1630 -1645 | Sucesor: Fernando de Andrade y Sotomayor |
| Predecesor: Gaspar de Borja y Velasco | Arzobispo de Sevilla 1645-1649   | Sucesor: Domingo Pimentel de Zúñiga      |